# Elezioni legislative nei Paesi Bassi del 1937
Le elezioni legislative nei Paesi Bassi del 1937 si tennero il 26 maggio per il rinnovo della Tweede Kamer.

## Risultati
| Liste                                    | Voti      | %     | Seggi |
| ---------------------------------------- | --------- | ----- | ----- |
| Partito Romano-Cattolico di Stato        | 1 170 431 | 28,84 | 31    |
| Partito Socialdemocratico dei Lavoratori | 890 661   | 21,95 | 23    |
| Partito Anti-Rivoluzionario              | 665 501   | 16,40 | 17    |
| Unione Cristiana-Storica                 | 302 829   | 7,46  | 8     |
| Lega Libero-Democratica                  | 239 502   | 5,90  | 6     |
| Movimento Nazional-Socialista            | 171 137   | 4,22  | 4     |
| Partito Liberale di Stato                | 160 260   | 3,95  | 4     |
| Partito Comunista dei Paesi Bassi        | 136 026   | 3,35  | 3     |
| Unione Cristiano-Democratica             | 85 004    | 2,09  | 2     |
| Partito Politico Riformato               | 78 619    | 1,94  | 2     |
| Partito Socialista Rivoluzionario        | 32 846    | 0,81  | –     |
| Partito Democratico Cattolico            | 27 665    | 0,68  | –     |
| Partito Riformato di Stato               | 24 543    | 0,60  | –     |
| Azione Bouwman                           | 21 192    | 0,52  | –     |
| Azione Nazionale Cristiana               | 20 486    | 0,50  | –     |
| Altri <0,50%                             | 31 375    | 0,77  | –     |
| Totale                                   | 4 058 077 | 100   | 100   |